# Repka Attila
Repka Attila (Miskolc, 1968. január 10. –) olimpiai bajnok birkózó, edző. Először 18 évesen, 1986-ban került be a válogatottba, sokszoros magyar bajnok. A Diósgyőri Birkózó Club tagjaként négy Európa-bajnoki aranyérmet és 1992-ben olimpiai bajnoki aranyérmet nyert kötöttfogású birkózásban. Miskolc első olimpiai bajnoka.

## Életpályája
Versenyzői pályafutása 1978-ban indult a DVTK-ban. 1992-től a Diósgyőri Birkózó Club versenyzője volt. Nevelőedzője Rusznyák József, edzője Gutman József volt. 1985-ben 65 kg-ban hetedik volt kötöttfogásban az ifjúsági Európa-bajnokságon. Az IBV-n második lett. Az 1986-os junior Eb-n szabadfogásban bronzérmet szerzett. Ugyanebben az évben az ifjúsági világbajnokságon kötöttfogásban arany-, szabadfogásban bronzérmes volt. 1987-ben a felnőtt világbajnokságon a kilencedik, az Európa-bajnokságon hatodik volt. A junior vb-n ötödik helyen végzett. Ebben az évben mindkét szakág magyar bajnokságát megnyerte súlycsoportjában. 1988-ban felnőtt Európa-bajnok lett. Az olimpián nyolcadik volt.
1989-ben megvédte Eb aranyérmét. A világbajnokságon ötödik volt. 1990-ben világ kupát nyert. Az Európa-bajnokságon negyedik, a világbajnokságon bronzérmes lett. A következő évben bronzérmes volt az Európa-bajnokságon. A világbajnokságon kiesett. 1992-ben második volt a kontinensbajnokságon. Ezzel kvalifikálta magát az olimpiára. A barcelonai olimpián aranyérmet nyert.
1993-ban helyezetlen volt 74 kg-ban az Európa-bajnokságon és a világbajnokságon is. A következő évben újra a 68 kg-ban versenyezve Európa-bajnok lett. A világbajnokságra kiutazott, de az egyik edzés során sérülést szenvedett így nem indult el. Nem sokkal ezután szárkapocscsonttörést szenvedett. 1995-ben a világbajnokságon ezüstérmes lett. 1996-ban egy újabb lábsérülés után ismét Európa-bajnok volt. Az olimpián kiesett a versenyből. 1997-ben a felkészülését egy bokacsontrepedés akadályozta, így nem indult a vb-n. 1998-ban visszavonult.
Ezt követően fiatal birkózók edzéseit vezette. 2000-ben újra versenyzett, de az Eb-csapatba nem tudott bekerülni. 2003-ban, a veterán világbajnokságon bronzérmes volt. 2004-ben a szabadfogású ob-n második lett. 2006-ban a Diósgyőri Birkózó Club elnöke lett.
Eredeti szakmája szakács. 1990-ben, 1994-ben és 1998-ban az országgyűlési, 2002-ben és 2006-ban az önkormányzati választáson indult a Fidesz színeiben, de egyszer sem jutott mandátumhoz.

## Nemzetközi eredményei
- 1986 ifjúsági vb aranyérmes kötöttfogás 65 kg
- 1986 ifjúsági vb bronzérem szabadfogás, 65 kg
- 1986 világkupa 4. helyezett kötöttfogás, 65 kg
- 1986 Junior Eb bronzérem, szabadfogás, 68 kg
- 1987 Nagydíj bronzérem, kötöttfogás, 68 kg
- 1987 Eb 6. helyezett kötöttfogás, 68 kg
- 1988 Fila nagydíj és gála aranyérem kötöttfogás, 68 kg
- 1988 Eb aranyérem, kötöttfogás, 68 kg
- 1989 Eb aranyérem, kötöttfogás, 68 kg
- 1989 vb 5. helyezett kötöttfogás, 68 kg
- 1990 Eb 4. helyezett kötöttfogás, 68 kg
- 1990 vb bronzérem, kötöttfogás, 68 kg
- 1991 Eb bronzérem kötöttfogás, 68 kg
- 1992 Nagydíj ezüstérem, kötöttfogás, 68 kg
- 1992 XXV. Olimpia Barcelona aranyérem kötöttfogás, 68 kg
- 1994 Eb aranyérem, kötöttfogás, 68 kg
- 1995 vb ezüstérem, kötöttfogás, 68 kg
- 1996 Eb aranyérem kötöttfogás, 68 kg
- 1996 XXVI. Olimpia 22. helyezett kötöttfogás, 68 kg

## Díjai, elismerései
- A Magyar Köztársasági Érdemrend kiskeresztje (1992)
- Miskolc díszpolgára (1993)
- Az év magyar birkózója (1994, 1995, 1996)
- Az év magyar férfi sportolója választás, második helyezett (1995)
- Az év miskolci sportolója (1997)